# BMW M5
BMW M5 – sportowa wersja BMW serii 5 produkowana przez niemiecki koncern BMW od 1984 roku. Od 2024 roku produkowana jest siódma generacja modelu.

## Pierwsza generacja

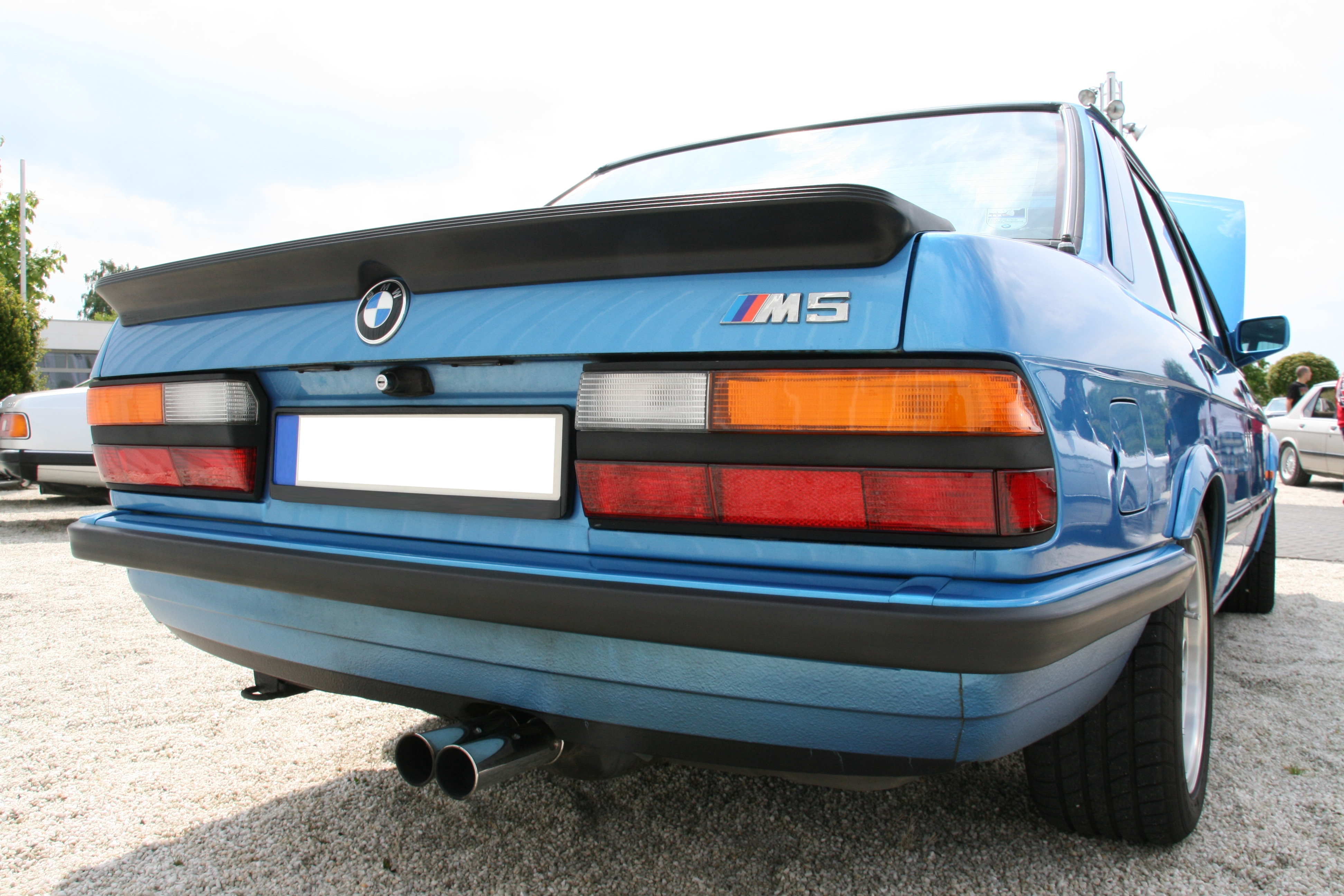
BMW M5 I (E28) – tył auta

BMW M5 I został zaprezentowany po raz pierwszy w 1984 roku.
Pojazd oparto na modelu serii 5 E28. Po raz pierwszy inżynierowie z M Motorsport postanowili zbudować coś niezwykłego po niezbyt udanym, modelu M1 z lat 70.. Wykorzystując jego silnik o mocy 277 KM, postanowili go zamontować do seryjnej „piątki” i wygenerować z niego jeszcze więcej – aż 286 KM.
Samochód produkowano jedynie przez 4 lata, ponieważ zadebiutował on stosunkowo późno po modelu bazowym. Ten zdążył się w międzyczasie zestarzeć, doczekując się następcy, który również otrzymał sportowy wariant M5

### Dane techniczne
| Wersja                               | BMW M5 E28 |
| Produkcja                            | 1985-1987 |
| Silnik                               | BMW M-Power M88/3 – 6-cylindrowy rzędowy, 24 zawory DOHC Elektroniczny wtrysk paliwa Bosch Motronic                                                                       |
| Umiejscowienie silnika               | Wzdłużnie do osi pojazdu |
| Napęd                                | napęd na oś tylną |
| Pojemność skokowa                    | 3453 cm³ |
| Pojemność skokowa                    | 93,4 × 84,00 mm |
| Stopień sprężania                    | 10,5:1 |
| Moc maksymalna                       | 210 kW (286 KM) @ 6500 rpm |
| Moc na jeden litr                    | 83,0 KM / 1 litr pojemności skokowej cm³ |
| Maksymalny moment obrotowy           | 340 Nm @ 4500 rpm |
| Prędkość maksymalna                  | 251 km/h (dane producenta) |
| Przyśpieszenie 0–100 km/h 0–160 km/h | 6,1 s (dane producenta) |
| Przyśpieszenie 0–100 km/h 0–160 km/h | 14,5 s (dane producenta) |
| Zużycia paliwa na 100 km             | Średnie – przy prędkości: 90 km/h – 7,8 l / przy prędkości: 120 km/h – 9,7 l (dane producenta)(98 RON)                                                                    |
| Zużycia paliwa na 100 km             | Cykl miejski – 14,3 l / max. 16,5 l (dane producenta) (98 RON) |
| Układ hamulcowy                      | Stalowe, tarczowe firmy ATE 4-tłoczkowe zaciski z przodu i z tyłu PRZÓD Tarczowe wentylowane Średnica tarcz – Przód: Ø 300 mm TYŁ Tarczowe Średnica tarcz – Tył: Ø 280 mm |
| Droga hamowania (100–0 km/h)         | 42,5 m |
| Nadwozie / Karoseria                 | Stalowa karoseria. 4-drzwiowy sedan |
| Masa własna                          | 1400 kg |
| Skrzynia biegów                      | Getrag 280G (5-biegowa manualna) |
| Przełożenia skrzyni biegów           | 1 – 3,23:1, 2 – 2,19:1, 3 – 1,71:1, 4 – 1,39:1, 5 – 1,16:1 wsteczny – 2,37:1.;                                                                                            |
| Felgi / Opony                        | BBS RS Michelin TRX lub Pirelli P7000 Przód: 225/55 VR 390 / Tył: 225/55 VR 390                                                                                           |
| Rozstaw osi                          | 2625 mm |
| Długość/Szerokość/Wysokość           | 4620 / 1700 / 1400 mm |

## Druga generacja

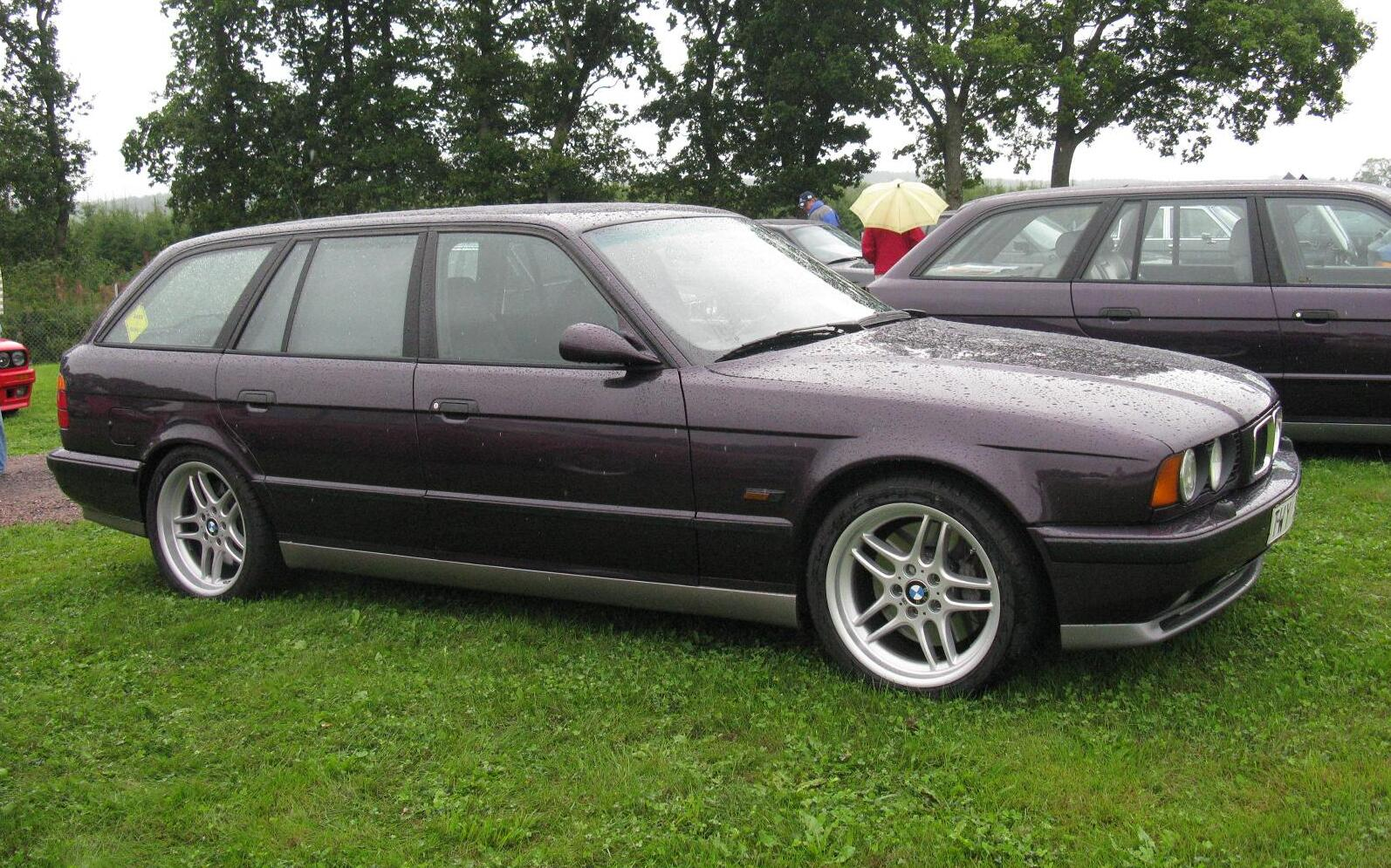
BMW M5 3.8 Touring po liftingu 1994-1996

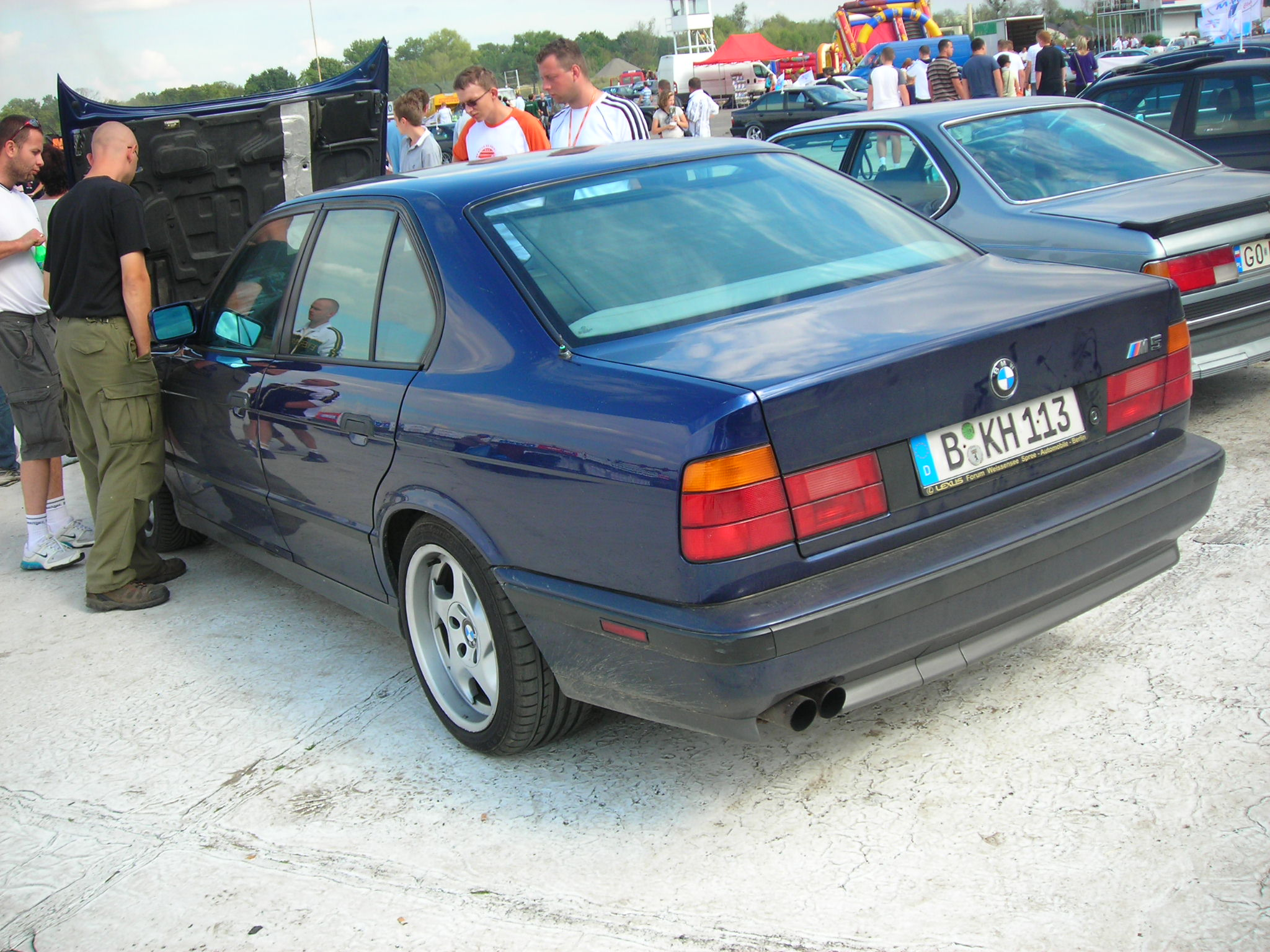
BMW M5 3.8 sedan po liftingu 1992-1995 – tył

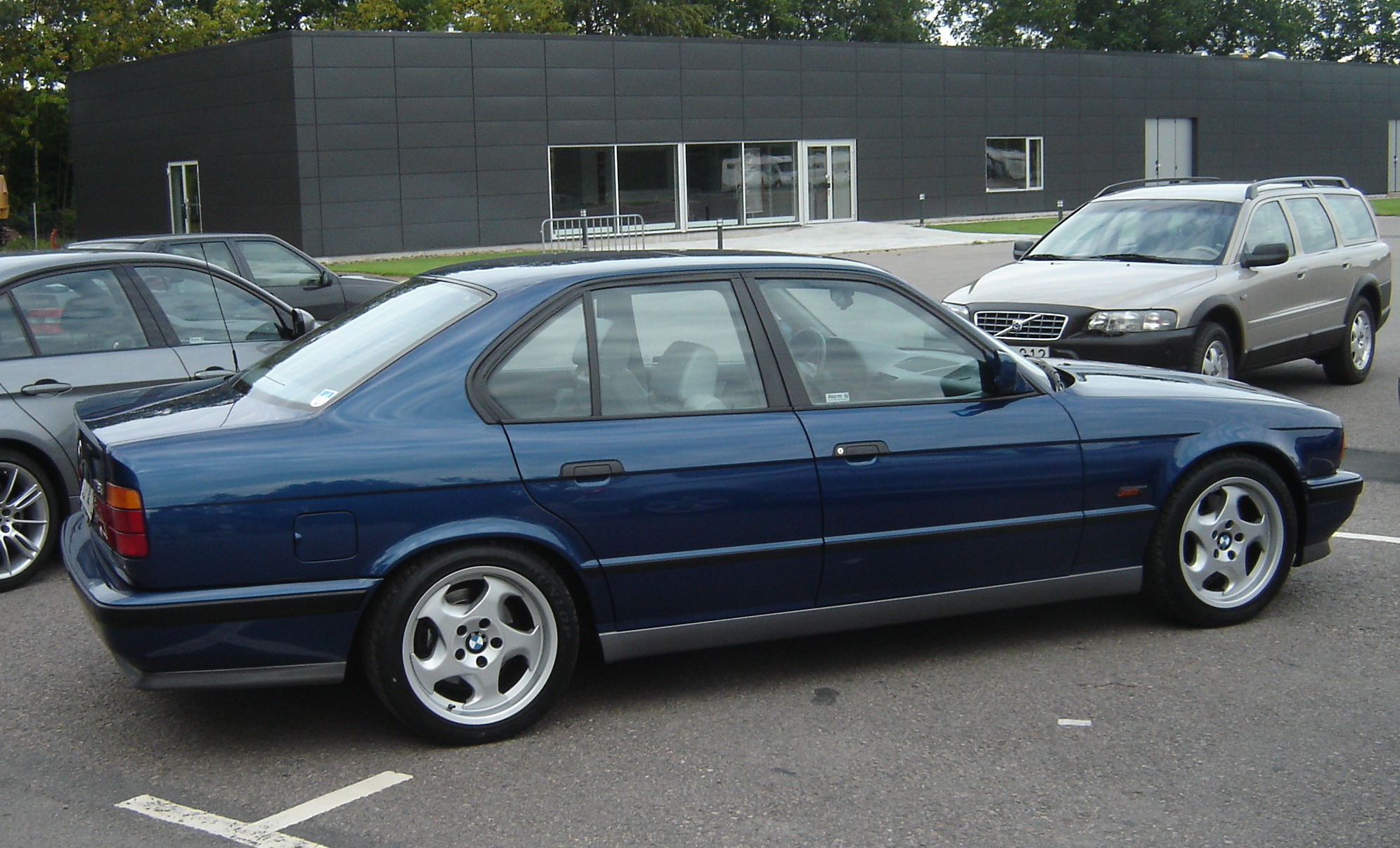
BMW M5 3.8 po liftingu 1992-1996 – linia boczna

BMW M5 II został zaprezentowany po raz pierwszy w 1988 roku.
Zaprezentowany w 1988 roku sportowy model M5, bazujący na modelu BMW serii 5, otrzymał kod fabryczny E34. M5 E34 była drugim po M5 E28 sportowym modelem serii 5. Jako źródło napędu postanowiono zamontować silnik z BMW M1, który wcześniej montowano również w M5 starszej generacji. Model M5 wykonywany był całkowicie ręcznie w zakładach BMW Motorsport.
W 1990 roku w ramach dobrowolnej umowy między firmami Audi, BMW i Mercedesem podpisano porozumienie zakładające instalowanie w ich samochodach elektronicznego „kagańca” ograniczającego prędkość maksymalną do 250 km/h. W 1992 roku pojawiła się mocniejsza odmiana tego samego silnika tym razem z powiększoną pojemnością 3,8 l i mocą 340 KM. Nigdy jednak nie produkowana na rynek USA, przez cały okres produkcji była tylko odmiana z silnikiem 3.5.
Samochód po roku 1992 oferowany był również z nadwoziem touring (kombi), a od wiosny 1994 roku ze skrzynią manualną Getrag o 6 przełożeniach i tzw. szerokim grillem na przodzie, który dotychczas był zarezerwowany dla modeli E34 z silnikami V8, także z pakietem Nürburing, który zawierał: Servotronic, tylny stabilizator o gr. 19 mm, a w przypadku Touringa 20 mm, koła 9x17 z oponami 255/40R17, oraz EDC (Electronic Damper Control), czyli elektroniczną kontrolę amortyzatorów.
Produkowane były także specjalne krótkie serie M5: Cecotto, Winkelhock, Naghi Motors, 20 Jahre, UK Limited Edition oraz M5 Touring „Elekta” edition.
Produkcję rodziny E34 zakończono w 1995 roku, jednak wersja touring (kombi) jako jedyna była produkowana do połowy 1996, w tym również M5 w tej właśnie wersji.

### Dane techniczne
| Marka / Model / Wersja                         | BMW E34 M5 3.5 | BMW E34 M5 3.8 | BMW E34 M5 Touring |
| Produkcja                                      | 07.1988-04.1992 | 09.1991-1996 | 09.1991-1996 |
| Cena w chwili debiutu                          | 1988 / 98 900 DM | 1992 / 124 000 DM | 1992 / 124 000 DM |
| Silnik                                         | BMW S38 B36 – 6-cylindrowy rzędowy, 24 zaworowy DOHC | BMW S38 B38 – 6-cylindrowy rzędowy, 24 zaworowy DOHC | BMW S38 B38 – 6-cylindrowy rzędowy, 24 zaworowy DOHC |
| Umiejscowienie                                 | Wzdłużnie, napęd klasyczny, silnik z przodu, tylny napęd                                                                                                  | Wzdłużnie, napęd klasyczny, silnik z przodu, tylny napęd | Wzdłużnie, napęd klasyczny, silnik z przodu, tylny napęd |
| Stopień sprężania                              | 10,0:1 | 10,5:1 | 10,5:1 |
| Pojemność skokowa                              | 3535 cm³ | 3795 cm³ | 3795 cm³ |
| Pojemność skokowa                              | 81,0 × 86,40 mm | 84,5 × 93,00 mm | 84,5 × 93,00 mm |
| Moc maksymalna                                 | 232 kW (315 KM) @ 6750 rpm 229 kW (311 KM) DIN @ 6900 rpm (na rynek USA, SZWAJCARIA)                                                                      | 250 kW (340 KM) @ 6750 rpm | 250 kW (340 KM) @ 6750 rpm |
| Maksymalny moment obrotowy                     | (360 Nm) @ 4750 rpm | (400 Nm) @ 4750 rpm | (400 Nm) @ 4750 rpm |
| Prędkość maksymalna (w km/h) (dane producenta) | 250 km/h (prędkość elektronicznie ograniczona) 270 km/h (bez ogranicznika prędkości)                                                                      | 250 km/h (prędkość elektronicznie ograniczona) 270 km/h (bez ogranicznika prędkości) | 250 km/h (prędkość elektronicznie ograniczona) 250 km/h (bez ogranicznika prędkości) |
| Przyspieszenie (0–100 km/h) (dane producenta)  | 6,3 s 6,5 s (USA, SZWAJCARIA) | 5,9 s * 5,7 s | 6,1 s * 5,9 s |
| Przyspieszenie (0–160 km/h) (dane producenta)  | 14,0 s | 13,4 s | 13,5 s |
| Zużycie paliwa (l) (na 100 km)                 | przy 90 km/h 9,8 przy 120 km/h 11,2 cykl miejski 18,1 średnie zużycie 13,5                                                                                | przy 90 km/h 9,5 przy 120 km/h 11,0 cykl miejski 17,5 średnie zużycie 13,2 | przy 90 km/h 10,0 przy 120 km/h 11,2 cykl miejski 17,8 średnie zużycie 15,2 |
| Pojemność zbiornika paliwa                     | 90 litrów | 90 litrów | 90 litrów |
| Felgi / Opony                                  | Style 20 „M-System I” 17 cali (montowane od października 1988 do sierpnia 1992) PRZÓD 235/45 ZR17 Michelin Pilot MXX3 TYŁ 235/45 ZR17 Michelin Pilot MXX3 | Style 21 „M-System II” (występowały w szerokościach 4 × 8 cali oraz 2 × 8 cali, 2 × 9 cali) Style 37 „M Parallel Spoke” 18 cali (montowane po maju 1994) PRZÓD 235/45 ZR17 / 255/40 ZR17 TYŁ 255/45 ZR18 / 255/40 ZR18                   | Style 21 „M-System II” (występowały w szerokościach 4 × 8 cali oraz 2 × 8 cali, 2 × 9 cali) Style 37 „M Parallel Spoke” 18 cali (montowane po maju 1994) PRZÓD 235/45 ZR17 / 255/40 ZR17 TYŁ 255/45 ZR18 / 255/40 ZR18 |
| Układ hamulcowy (mm )                          | Ø 315 mm – wentylowane tarcze (przód) Ø 300 mm – wentylowane tarcze (tył) , bądź lite                                                                     | (1992-94) Ø 315 mm – wentylowane tarcze (przód) , zaciski żeliwne 4 tłoczkowe ATE (1994-96) 'Ø 345 mm – wentylowane tarcze (przód) , zaciski żeliwne 6 tłoczkowe ATE Ø 300 mm – wentylowane tarcze (tył) zaciski żeliwne 4 tłoczkowe ATE | (1994-96) 'Ø 345 mm – wentylowane tarcze (przód) , zaciski żeliwne 6 tłoczkowe ATE Ø 300 mm – wentylowane tarcze (tył) , zaciski żeliwne 4 tłoczkowe ATE                                                               |
| Droga hamowania (100–0 km/h)                   | 39,8 m | 38,5 m | 37,5 m |
| Nadwozie                                       | Przestrzenna rama rurowa, napęd wyłącznie na tylną oś | Przestrzenna rama rurowa, napęd wyłącznie na tylną oś | Przestrzenna rama rurowa, napęd wyłącznie na tylną oś |
| Budowa / Materiały / Pakiety stylistyczne      | Stalowa-Karoseria, 4-drzwiowy sedan - pakiet Nuerburgring, oraz na specjalne zamówienie                                                                   | Stalowa-Karoseria, 4-drzwiowy sedan - pakiet Nuerburgring, oraz na specjalne zamówienie | Stalowa-Karoseria, 5 drzwiowe kombi (touring) - pakiet Nuerburgring, kombi oraz na specjalne zamówienie |
| Masa własna                                    | 1690 kg | 1700–1710 kg (EDC) | 1724–1760 kg (EDC) |
| Skrzynia biegów                                | 5-biegowa manualna Getrag 280G/5 | 5-biegowa manualna Getrag 280G/5 *6-biegowa manualna Getrag 420G | 5-biegowa manualna Getrag 280G/5 *6-biegowa manualna Getrag 420G |
| Rozstaw osi                                    | 2672 mm | 2672 mm | 2672 mm |
| Długość/Szerokość/Wysokość                     | 4720 / 1750 / 1392 mm | 4720 / 1750 / 1392 mm | 4720 / 1750 / 1392 mm |

### Edycje limitowane
- Cecotto Edition – wersja powstała na cześć kierowcy wyścigowego Johnny’ego Cecotto. Model został wyprodukowany w 22 egzemplarzach z szerokim wyposażeniem dodatkowym. Limitowana seria M5 była oferowana w dwóch kolorach nadwozia – Lagoon Green metallic i Mauritius Blue metallic.
- Winkelhock Edition – wersja powstała na cześć kierowcy wyścigowego Joachima Winkelhocka. Model został wyprodukowany w 51 egzemplarzach w kolorach Jet Black i Sterling Silver metallic.
- 20 Jahre Motorsport Edition – wersja wyprodukowana w liczbie 20 egzemplarzy z okazji dwudziestolecia działalności BMW Motorsport.
- UK Limited Edition – edycja powstała w liczbie 50 sztuk z okazji zakończenia produkowania modelu z kierownicą po prawej stronie.

## Trzecia generacja

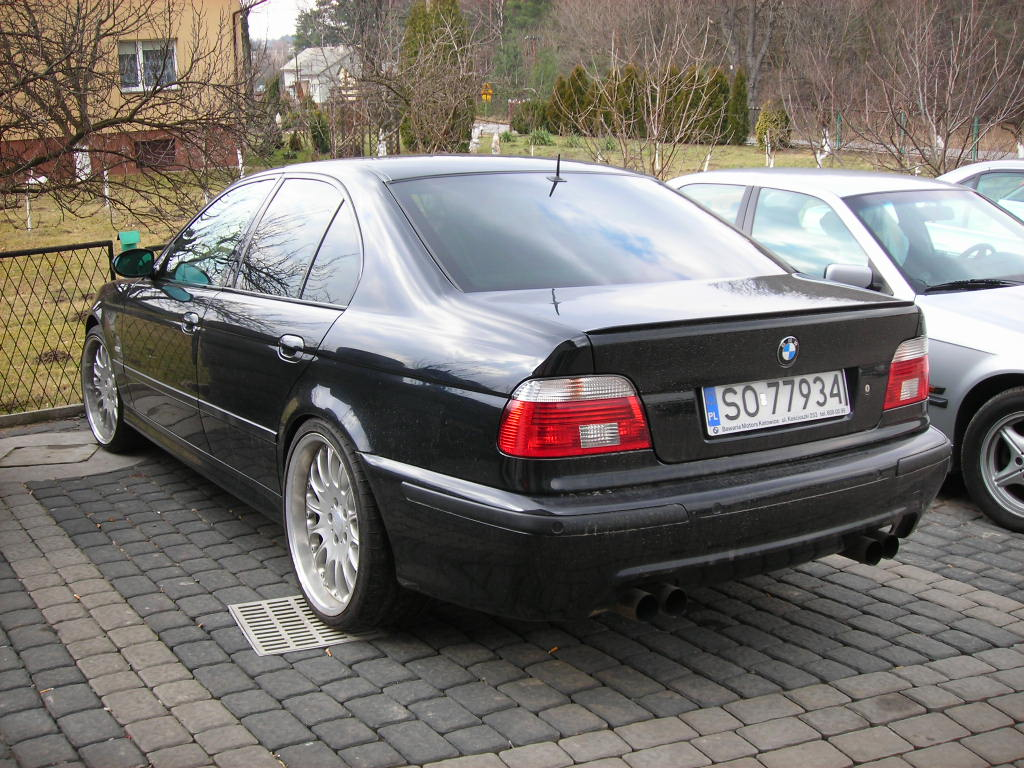
BMW M5 III (E39) – tył

BMW M5 zostało zaprezentowane po raz pierwszy w 1998 roku.
Model o kodzie fabrycznym E39 zaprezentowany został w 1998 roku na salonie w Genewie. Znów, to sportowa odmiana modelu BMW serii 5, której produkcja rozpoczęła się w październiku tego samego roku. W sumie wyprodukowano 20,482 E39 M5 od 1998 do 2003. BMW M produkowało trzy różne wersje E39 M5, europejską zwaną (LHD) i wersję na rynek angielski i japoński (RHD versions), w produkcji była także wersja na rynek Ameryki Północnej, E39 M5 był sportowym sedanem bazującym na modelu serii „5”. Po raz trzeci inżynierowie z M-Motorsport postanowili zbudować coś niezwykłego na podwoziu popularnej „piątki” po bardzo udanym, modelu E34 M5 z lat 1989–1995. Ten niepozorny samochód bawarskiej firmy charakteryzował się osiągami godnymi aut typowo sportowych – 400-konny, 4.9-litrowy silnik V8 pozwalał na rozpędzenie auta do 100 km/h w czasie 5,3 s. Jak większość aut tego typu posiada blokadę prędkości – do 250 km/h, po jej zdjęciu bez problemu pojazd może rozpędzić się do około 300 km/h. Tak jak wszystkie M5, model bazował na zwykłym modelu BMW serii 5. Został on jednak wyposażony w o wiele bardziej agresywne, wzmocnione nadwozie, sportowe niższe zawieszenie, sportowy zestaw ospojlerowania o mniejszym oporze aerodynamicznym (zderzaki, lusterka, lotka na klapie), większe i szersze koła mające zapewnić lepszą trakcję i prowadzenie auta, oraz komplet oznaczeń z logo „M-Power” (w tym między innymi emblematy, listwy). BMW M5 E39, w przeciwieństwie do poprzednika, jak i następcy, występowało tylko w jednej wersji nadwoziowej, a mianowicie jako 4-drzwiowy sedan.
E39 w przeciwieństwie do swoich dwóch poprzedników (E34 M5) i (E28 M5), nie był budowany ręcznie. Powodem tego było zwiększenie produkcji, lecz nie było to możliwe w oryginalnej hali produkcyjnej firmy M-Motorsport. Toteż produkcja E39 M5 odbywała w mieście Dingolfing obok innych seryjnych „piątek”. Na decyzję zaważającą o produkcji nowej generacji BMW M5 wpłynęła konkurencja. BMW zadecydowało w swoim stwierdzeniu o zaprzestaniu produkcji BMW M5, ponieważ uważano, że model 540i zaprezentowany w 1996 roku wraz z połączeniem manualnej skrzyni biegów o 6-przełożeniach i silnikowi V8, o 4 litrowej pojemności i mocy 286 KM wystarczą jako odmiana sportowa całej serii E39. Jednak gdy Jaguar wypuścił swoją wersję XJR o mocy 320 KM (później 363 KM), a odwieczny rywal Mercedes-Benz wyprodukował następcę popularnej 500-setki – Mercedesa W210 E55 AMG, zastępując odmianę E50, która nie sprzedawała się tak jak zakładano, BMW uznało, że byłaby to ogromna strata finansowa. Odpowiedzią BMW była zmodyfikowana wersja silnika E39 M5 z 4,9-litrowym silnikiem o mocy 400 KM.

### Silniki
Za bazę do zmodyfikowanego silnika służył blok 4,4-litrowego M62B44, o pierwotnej mocy 286 KM. Mimo identycznej mocy jak poprzednik M60B40, następca posiadał lepszy moment obrotowy, zużywał mniej paliwa i wyeliminowano w nim problem (The Nikasil problem) napotykany gdy tankowano niskiej jakością paliwa lub paliwa zawierające dużą ilość siarki. Było to częstym zjawiskiem w UK, Stanach Zjednoczonych i Brazylii. Osady siarki powodowały uszkodzenia górnej części cylindrów, gdzie paliwo miało kontakt z cylindrami. W trakcie spalania mieszanki z czasem powodowało to degradacje powierzchni metalowych i spadek kompresji w cylindrach. Po wyeliminowaniu kłopotów powiększono pojemność z 4,4 l do 4,9 l. Między innymi po tej zmianie, silnik osiągał (300 kW / 408 KM) w swojej pierwotnej wersji. Taki też model zaprezentowano dziennikarzom do testów. Jednak w koniecznością sprzedawania modelu na innych rynkach (USA) zmodyfikowano układ wydechowy obniżając lekko moc, kosztem lepszej emisji spalin. Wszystkie produkcyjne wersje posiadały równe 400 KM i 500 Nm.

### Dane techniczne
| Wersja                               | BMW M5 E39 |
| Produkcja                            | 1998-2003 20 482 sztuki |
| Silnik                               | BMW M-Power S62B50 – 8-cylindrowy, 90° wolnossący 32 zawory DOHC, VANOS Elektroniczny wtrysk paliwa Bosch MSS 52, 2 katalizatory. |
| Umiejscowienie silnika               | Wzdłużnie do osi pojazdu |
| Napęd                                | napęd na oś tylną |
| Pojemność skokowa                    | 4941 cm³ |
| Pojemność skokowa                    | 94,0 × 89,00 mm |
| Stopień sprężania                    | 11,3:1 |
| Moc maksymalna                       | 294 kW (400 KM) @ 6600 rpm |
| Maksymalne obroty                    | @ 7000 rpm |
| Moc na jeden litr                    | 80,0 KM / 1 litr pojemności skokowej                                                                                              |
| Maksymalny moment obrotowy           | (500 Nm) @ 3800 rpm |
| Prędkość maksymalna                  | 250 km/h (dane producenta) |
| Przyspieszenie 0–100 km/h 0–160 km/h | 5,3 s (dane producenta) |
| Przyspieszenie 0–100 km/h 0–160 km/h | 11,5 s (dane producenta) |
| Zużycia paliwa na 100 km             | Średnie – przy prędkości: 90 km/h – 9,2 l przy prędkości: 120 km/h – 9,5 l (dane producenta) (98 RON)                             |
| Zużycia paliwa na 100 km             | Cykl miejski – 14,3 l / max. 21,5 l (dane producenta) (98 RON)                                                                    |
| Zbiornik paliwa                      | 70 litrów |
| Układ hamulcowy                      | Średnica tarcz – Przód: Ø 345 mm Tył: 328 mm Wentylowane z przodu i z tyłu.                                                       |
| Droga hamowania (100–0 km/h)         | 38,6 m |
| Nadwozie / Karoseria                 | Stalowa karoseria z komponentami i elementami z metali lekkich Aluminium. ocynkowane nadwozie 4-drzwiowy sedan                    |
| Skrzynia biegów                      | Getrag Typ D (6-biegowa manualna)                                                                                                 |
| Przełożenia skrzyni biegów           | 1 – 3.23:1, 2 – 2.19:1, 3 – 1.71:1, 4 – 1.39:1, 5 – 1.16:1, 6 – 0.93:1 wsteczny – 2.37:1.                                         |
| Felgi / Opony                        | M Power Design (M Tech Design) 245/40 ZR18 / 275/35 ZR18                                                                          |
| Rozstaw osi                          | 2800 mm |
| Długość/Szerokość/Wysokość           | 4785 / 1800 / 1432 mm |
| Masa własna                          | 1800 kg |
| Pojemność bagażnika                  | 460 litrów (z możliwością powiększenia poprzez rozłożenie tylnych oparć foteli)                                                   |

## Czwarta generacja

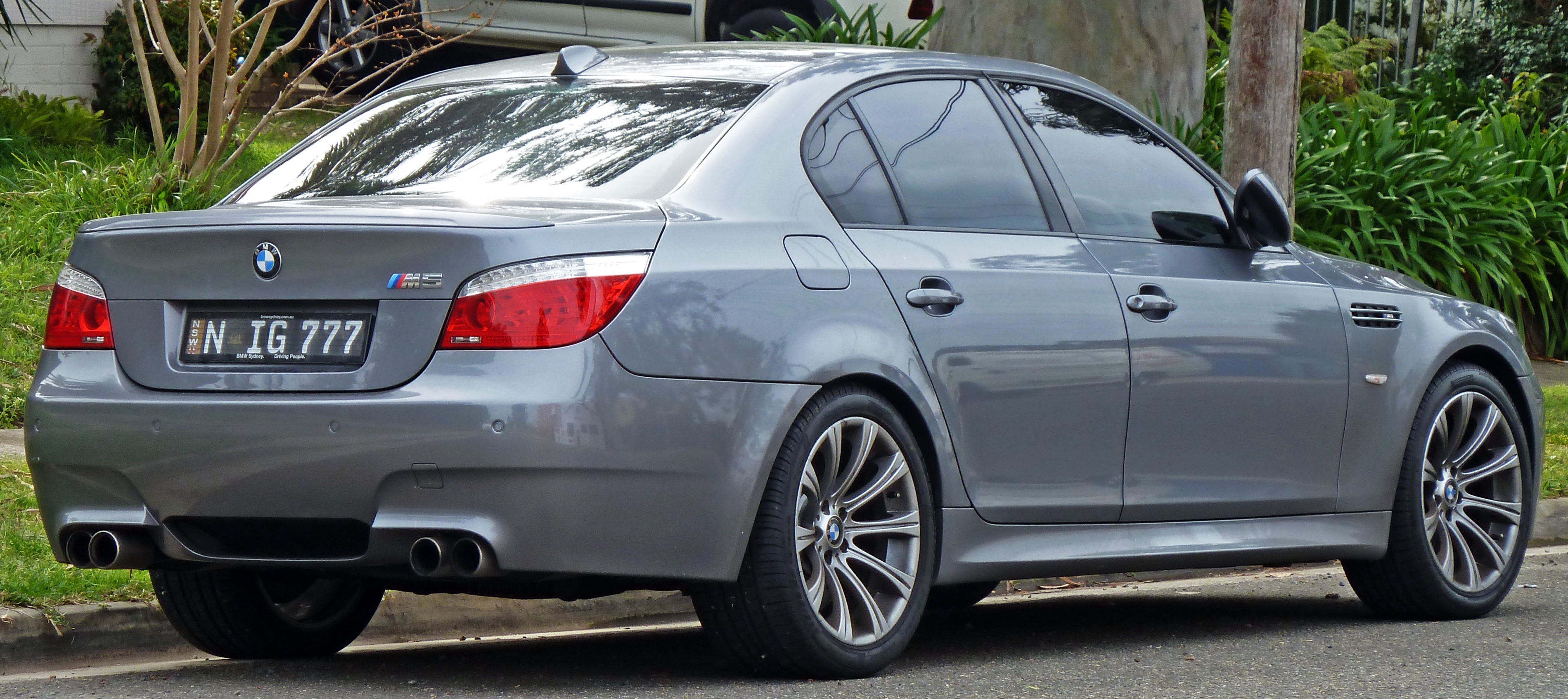
BMW M5 IV (E60) – tył

BMW M5 IV został zaprezentowany po raz pierwszy w 2005 roku.
Sportowy model o kodzie fabrycznym E60 znów bazował na BMW serii 5. Było to czwarte wcielenie M5. Samochód charakteryzował się ponad 500-konnym silnikiem V10 o pojemności 5 litrów, pozwalał on na rozpędzenie auta do 100 km/h w czasie ok. 4,7 s. Samochód tak jak poprzednicy wyposażony jest w ogranicznik prędkości – do 250 km/h. Tak jak wszystkie M5, model bazował na zwykłym modelu BMW serii 5. Został on jednak wyposażony w bardziej agresywny sportowy zestaw ospojlerowania o mniejszym oporze aerodynamicznym (zderzaki, lusterka, lotka na klapie itp.), większe i szersze koła mające zapewnić lepszą trakcję i prowadzenie auta oraz komplet oznaczeń (w tym między innymi emblematy, listwy, wyposażenie wnętrza itp.). BMW M5 E60, w przeciwieństwie do poprzednika, występował w dwóch wersjach nadwoziowych, jako 4-drzwiowy sedan i 5-drzwiowe kombi (Touring). M5 zyskało silnik z bolidu BMW M POWER///. 

### Dane techniczne
| Wersja                               | BMW M5 E60 |
| Produkcja                            | 2006-2010 20 548 sztuki |
| Silnik                               | BMW M-Power S85B50 – 10-cylindrowy, 90° wolnossący, 40 zaworów DOHC Elektroniczny wtrysk paliwa Siemens MS S65, 2 katalizatory, podwójny-VANOS |
| Umiejscowienie silnika               | Wzdłużnie do osi pojazdu |
| Napęd                                | napęd na oś tylną |
| Pojemność skokowa                    | 4998 cm³ |
| Pojemność skokowa                    | 93,0 × 70,40 mm |
| Stopień sprężania                    | 12,0:1 |
| Moc maksymalna                       | 373 kW (507 KM) @ 8250 rpm |
| Moc na jeden litr                    | 101,5 KM / 1 litr pojemności skokowej |
| Maksymalny moment obrotowy           | (520 Nm) @ 6100 rpm |
| Prędkość maksymalna                  | 250 km/h (dane producenta) |
| Przyśpieszenie 0–100 km/h 0–160 km/h | 4,7 s (dane producenta) |
| Przyśpieszenie 0–100 km/h 0–160 km/h | 9,7 s (dane producenta) |
| Zużycia paliwa na 100 km             | Średnie – przy prędkości: 90 km/h – 7,7 l / przy prędkości: 120 km/h – 9,2 l (dane producenta) (98 RON)                                        |
| Zużycia paliwa na 100 km             | Cykl miejski – 14,3 l / max. 20,8 l (dane producenta) (98 RON)                                                                                 |
| Układ hamulcowy                      | Żeliwne zaciski pływające ATE oraz tarcze 2 tłoczkowe zaciski z przodu i 1 tłoczkowe z tyłu Średnica tarcz – Przód Ø 375 mm tył: Ø 370 mm      |
| Droga hamowania (100–0 km/h)         | 37,5 m |
| Nadwozie / Karoseria                 | Stalowa karoseria z komponentami i lekką stalą Aluminium. ocynkowane nadwozie 4-drzwiowy sedan 5-drzwiowe kombi (touring)                      |
| Masa własna                          | 1855–1955 kg (touring) |
| Skrzynia biegów                      | Getrag (7-biegowa automatyczna) / 6 biegowa manualna (USA)                                                                                     |
| Przełożenia skrzyni biegów           | 1 – 3,23:1, 2 – 2,19:1, 3 – 1,71:1, 4 – 1,39:1, 5 – 1,16:1, 6 – 0,93:1, 7 – 0,75:1 wsteczny – 2,37:1.;                                         |
| Felgi / Opony                        | M Power Design (M Tech Design) 255/40 ZR19 / 285/35 ZR19                                                                                       |
| Rozstaw osi                          | 2890 mm |
| Długość/Szerokość/Wysokość           | 4855 / 1846 / 1469 mm |

## Piąta generacja

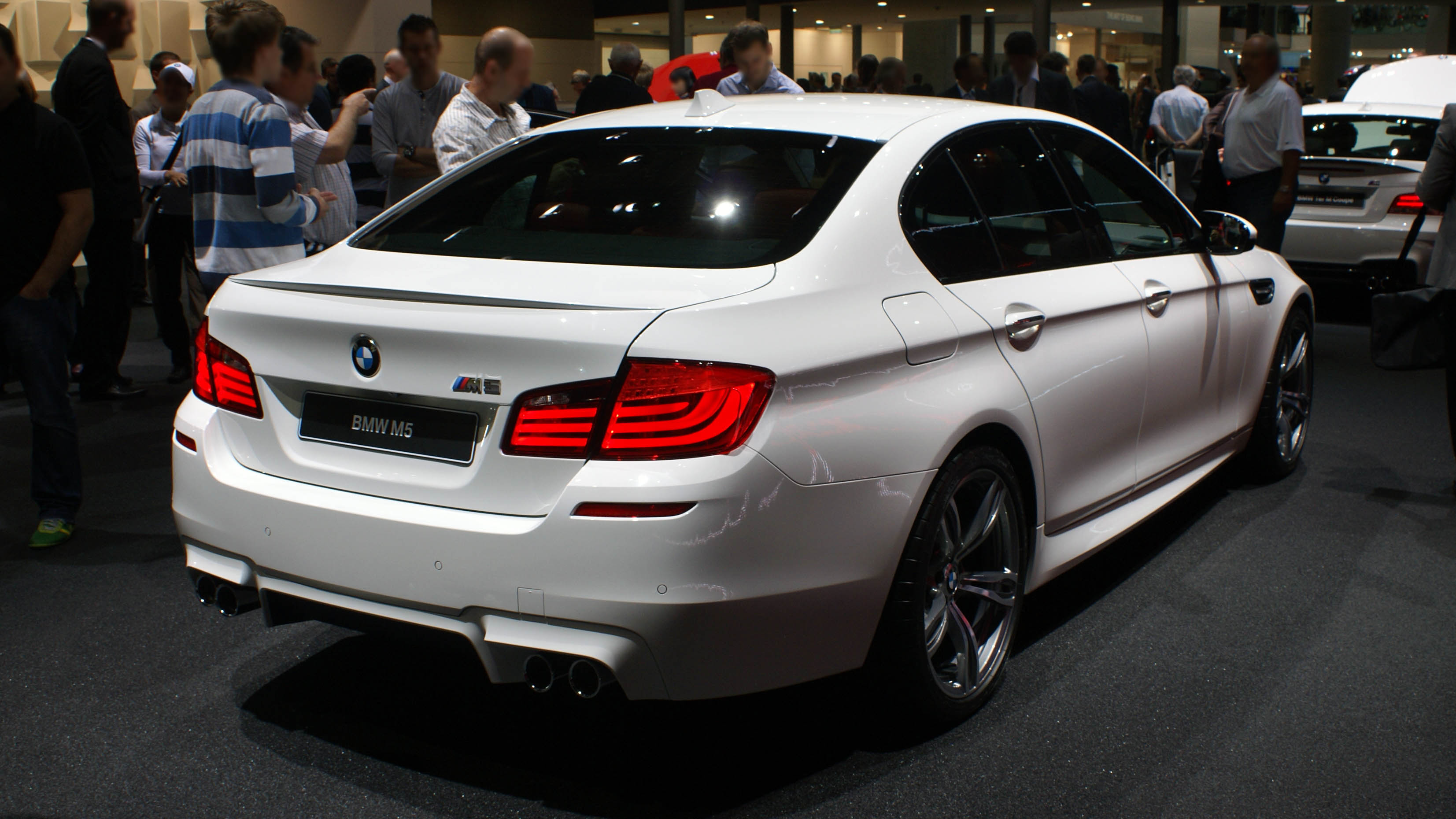
BMW M5 V (F10M) – tył

BMW M5 V został zaprezentowany po raz pierwszy w lipcu 2011 roku.
Samochód otrzymał kod fabryczny F10. Podobnie jak w przypadku poprzedników, model M5 bazuje na BMW serii 5. Jest to piąte wcielenie M5. Samochód charakteryzuje się podwójnie turbodoładowanym 560-konnym (wersja Competition – 575 KM) silnikiem V8 o pojemności 4,4 l, który pozwala na rozpędzenie auta do 100 km/h w czasie ok. 4,3 s. Samochód wyposażony jest w ogranicznik prędkości – do 250 km/h. Tak jak wszystkie M5, model bazował na zwykłym modelu BMW serii 5, w tym wypadku modelu (F10). Został on jednak wyposażony w bardziej agresywny sportowy zestaw ospojlerowania o mniejszym oporze aerodynamicznym (zderzaki, lusterka, większe i szersze koła, lotka na klapie itp.), większe i szersze koła mające zapewnić lepszą trakcję i prowadzenie auta oraz komplet oznaczeń (w tym między innymi emblematy, listwy itp.). BMW M5 F10, w porównaniu do poprzednika, zużywa znacznie mniej paliwa(ok. 31%). To dużo, zważywszy na większą masę. Emituje on także znacznie mniej szkodliwych spalin(w porównaniu do BMW M5(E60) jest to 21%). Średnie zużycie paliwa nowej wersji M5 to średnio 9,9 l na 100 km, podczas gdy starszy odpowiednik potrzebuje średnio 14,3 l. Wielu specjalistów zarzuca temu modelowi zastosowanie silnika z turbodoładowaniem tym samym odbiegając od tradycji tego modelu, w którym zawsze można było znaleźć silnik bez doładowania.
Wiosną 2014 roku BMW świętowało 30. rocznicę wprowadzenia na rynek pierwszego modelu M5. Z tej okazji niemiecki koncern przygotował specjalną limitowaną edycję BMW 30 Jahre M5. Samochód, który powstanie w krótkiej serii 300 egzemplarzy, napędzany jest doładowanym silnikiem o mocy 600 KM i momencie obrotowym 700 Nm. Tym samym w czasie produkcji był najmocniejszym i najszybszym M5 w historii – przyspieszenie do 100 km/h trwa 3,9 s.

### Dane techniczne
| Wersja                               | BMW M5 F10 |
| Produkcja                            | od 2011 |
| Silnik                               | BMW M-Power S63B44 – 8-cylindrowy, 90° biturbo, Twin Power Turbo, 32 zaworów DOHC Elektroniczny wtrysk paliwa Bosch, High Precision Injection, 2 katalizatory, Valvetronic.          |
| Umiejscowienie silnika               | Wzdłużnie do osi pojazdu |
| Napęd                                | napęd na oś tylną |
| Pojemność skokowa                    | 4395 cm³ |
| Pojemność skokowa                    | 89,0 × 88,30 mm |
| Stopień sprężania                    | 10,0:1 (podwójne doładowanie) |
| Moc maksymalna                       | 412 kW (560 KM) @ 7000 rpm |
| Moc na jeden litr                    | 126,0 KM / 1 litr pojemności skokowej |
| Maksymalny moment obrotowy           | 680 Nm @ 1500-5750 rpm |
| Prędkość maksymalna                  | 250 km/h (dane producenta) 306 km/h (bez ogranicznika) |
| Przyśpieszenie 0–100 km/h 0–160 km/h | 4,3 s (dane producenta) 4,7 s (man.) (dane producenta) |
| Przyśpieszenie 0–100 km/h 0–160 km/h | 9,0 s (dane producenta) 9,3 s (man.) (dane producenta) |
| Zużycia paliwa na 100 km             | Średnie – przy prędkości: 90 km/h – 6,8 l / przy prędkości: 120 km/h – 8,5 l (dane producenta) (98 RON)                                                                              |
| Zużycia paliwa na 100 km             | Cykl miejski – 12,3 l / max. 18,0 l (dane producenta) (98 RON) |
| Układ hamulcowy                      | 6-tłoczkowe zaciski Brembo z przodu oraz 1-tłoczkowe TRW z tyłu Średnica tarcz: Przód: Ø 400 × 36 mm Tył: Ø 396 × 24 mm Opcjonalne Ceramiczne: Przód Ø 410 × 38 mm Tył Ø 396 × 26 mm |
| Droga hamowania (100–0 km/h)         | 34,7 m |
| Nadwozie / Karoseria                 | Stalowa karoseria z komponentami i aluminium ocynkowane nadwozie 4-drzwiowy sedan |
| Masa własna                          | 1945 kg |
| Skrzynia biegów                      | ZF (7-biegowa automatyczna z podwójnym sprzęgłem) |
| Przełożenia skrzyni biegów           | 1 – 3,23:1, 2 – 2,19:1, 3 – 1,71:1, 4 – 1,39:1, 5 – 1,16:1, 6 – 0,93:1, 7 – 0,75:1 wsteczny – 2,37:1.;                                                                               |
| Felgi / Opony                        | M Power Design (M Tech Design) Michelin Pilot Super Sport Przód: 265/35 ZR20 / Tył: 295/30 ZR20                                                                                      |
| Rozstaw osi                          | 2965 mm |
| Długość/Szerokość/Wysokość           | 4910 / 1892 / 1451 mm |

## Szósta generacja
| 4,4 l |

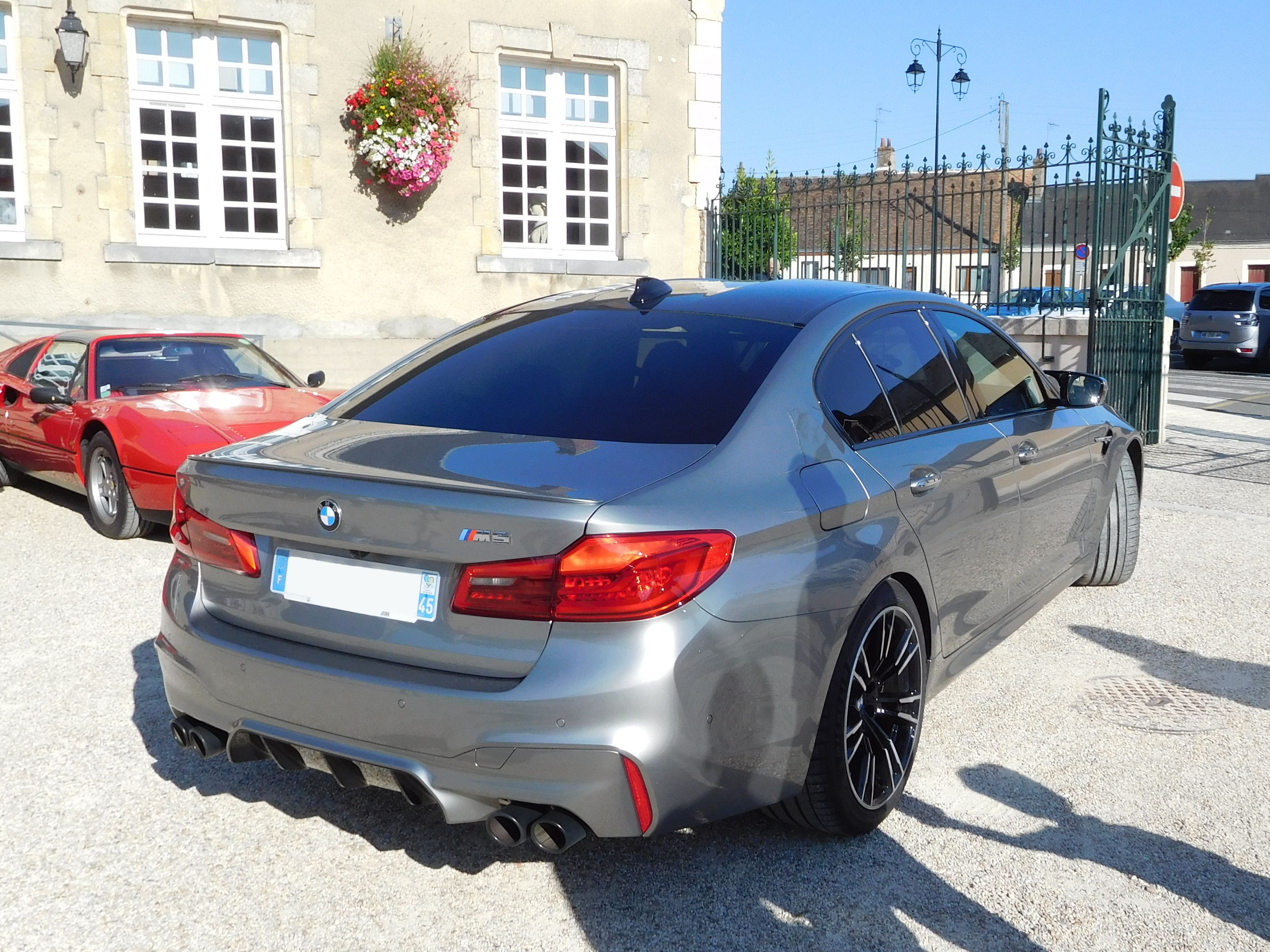
BMW M5 VI (F90) – tył

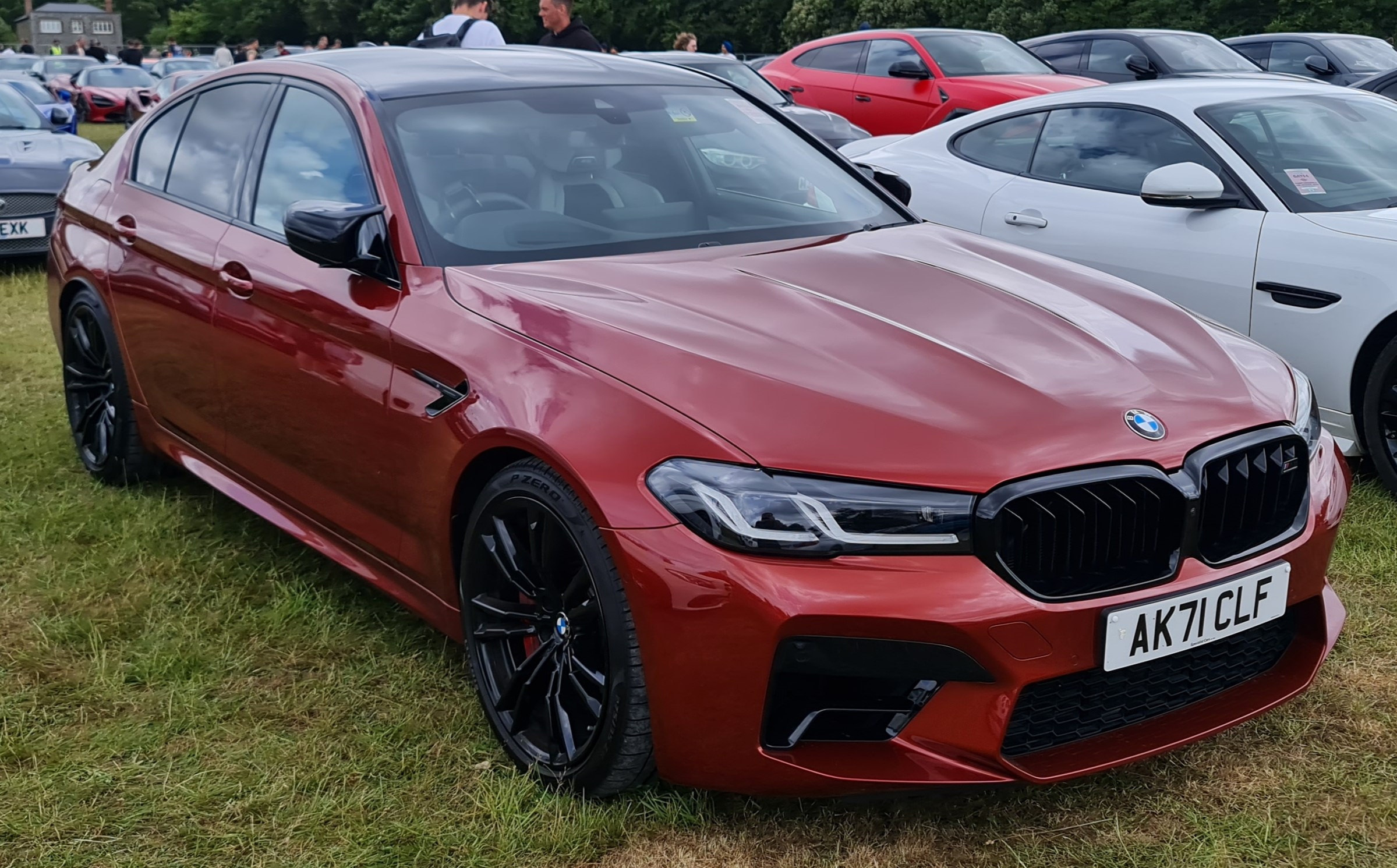
BMW M5 VI (F90) po liftingu

BMW M5 F90 – sportowy sedan klasy wyższej produkowany przez niemiecką markę BMW w latach 2017–2023. Jest to szósta generacja modelu M5, opartego na serii 5 (G30). Model F90 zadebiutował na targach motoryzacyjnych we Frankfurcie w 2017 roku.
Po raz pierwszy w historii modelu M5 zastosowano napęd na wszystkie koła, co miało na celu poprawę trakcji i kontroli nad pojazdem, zwłaszcza w trudniejszych warunkach drogowych.
BMW M5 F90 jest napędzane 4,4-litrowym silnikiem V8 z podwójnym turbodoładowaniem o oznaczeniu S63. Standardowa wersja generuje moc 600 KM i moment obrotowy 750 Nm, co pozwala przyspieszyć od 0 do 100 km/h w zaledwie 3,4 sekundy. Prędkość maksymalna jest ograniczona elektronicznie do 250 km/h, ale w przypadku pakietu M Driver’s Package ogranicznik przesunięto na 305 km/h.
Jednym z kluczowych elementów wyróżniających BMW M5 F90 jest system napędu na cztery koła M xDrive. Po raz pierwszy w historii M5 zastosowano takie rozwiązanie, które umożliwia wybór trybu napędu na wszystkie koła lub wyłącznie na tylną oś. System został zaprojektowany tak, aby zachować sportowy charakter i oferować pełną kontrolę nad pojazdem w każdej sytuacji.
Wersja M5 Competition, wprowadzona w 2018 roku, oferuje zwiększoną moc do 625 KM i bardziej sportowo zestrojone zawieszenie, co dodatkowo poprawia osiągi i dynamikę jazdy.

### Lifting (2020)
W 2020 roku BMW przeprowadziło lifting modelu F90, który przyniósł zmiany w stylistyce, takie jak nowe reflektory laserowe, przeprojektowany grill oraz zmodernizowane tylne lampy. Wnętrze otrzymało większy ekran systemu multimedialnego o przekątnej 12,3 cala oraz najnowszą wersję systemu iDrive.

### M5 CS (2021)
W 2021 roku BMW zaprezentowało limitowaną wersję M5 CS, która oferuje moc 635 KM i dodatkowe odchudzenie pojazdu dzięki zastosowaniu lżejszych materiałów. M5 CS jest najszybszą i najmocniejszą wersją M5 w historii, osiągając 100 km/h w czasie 3 sekund.

Produkcję BMW M5 F90 zakończono w lipcu 2023 roku, zastępując model nową generacją M5 opartą na serii G60. Model F90 pozostaje jednak ikoną wśród sportowych sedanów, cenioną za swoje osiągi, komfort i wszechstronność.

## Siódma generacja

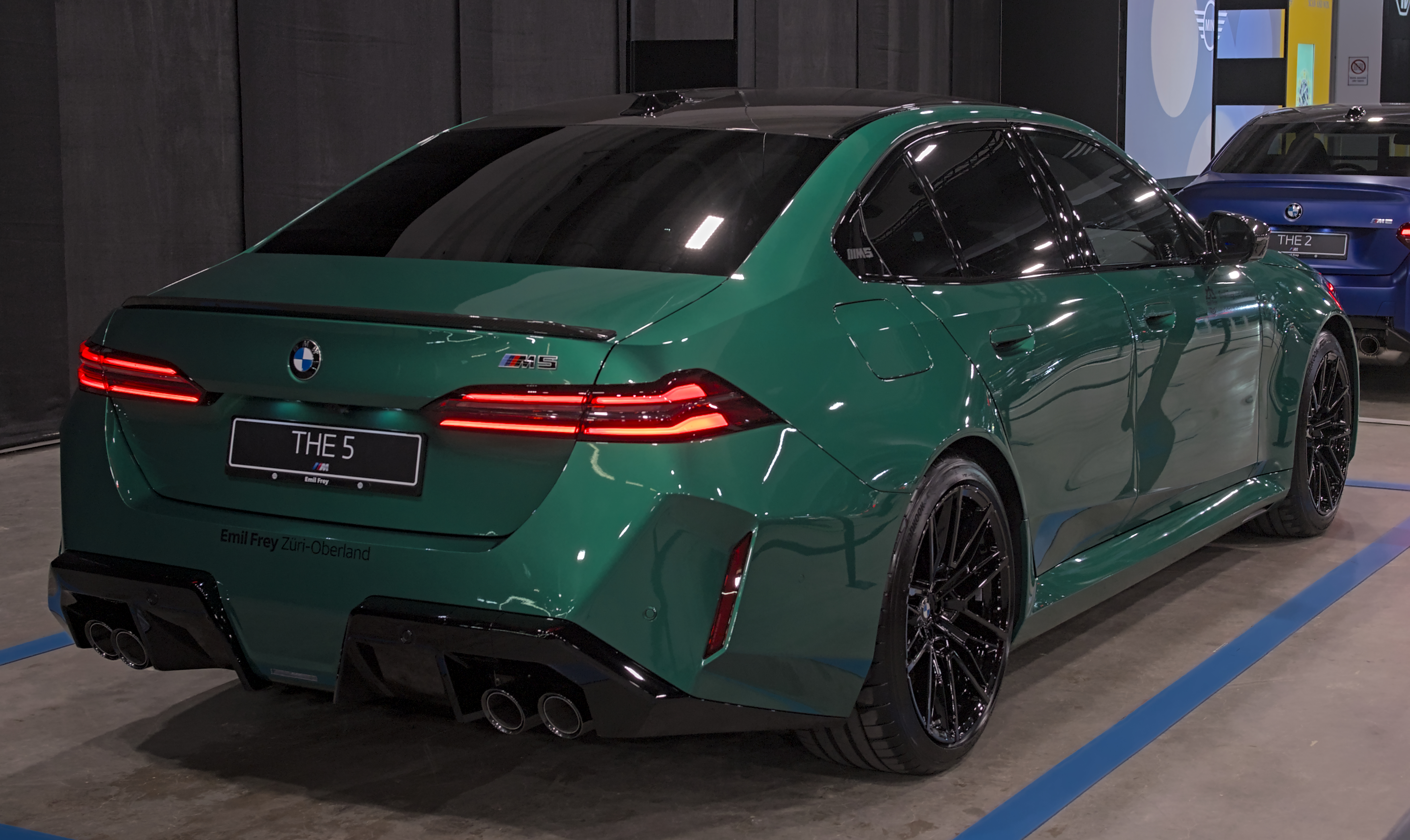
BMW M5 VII (G90) - tył

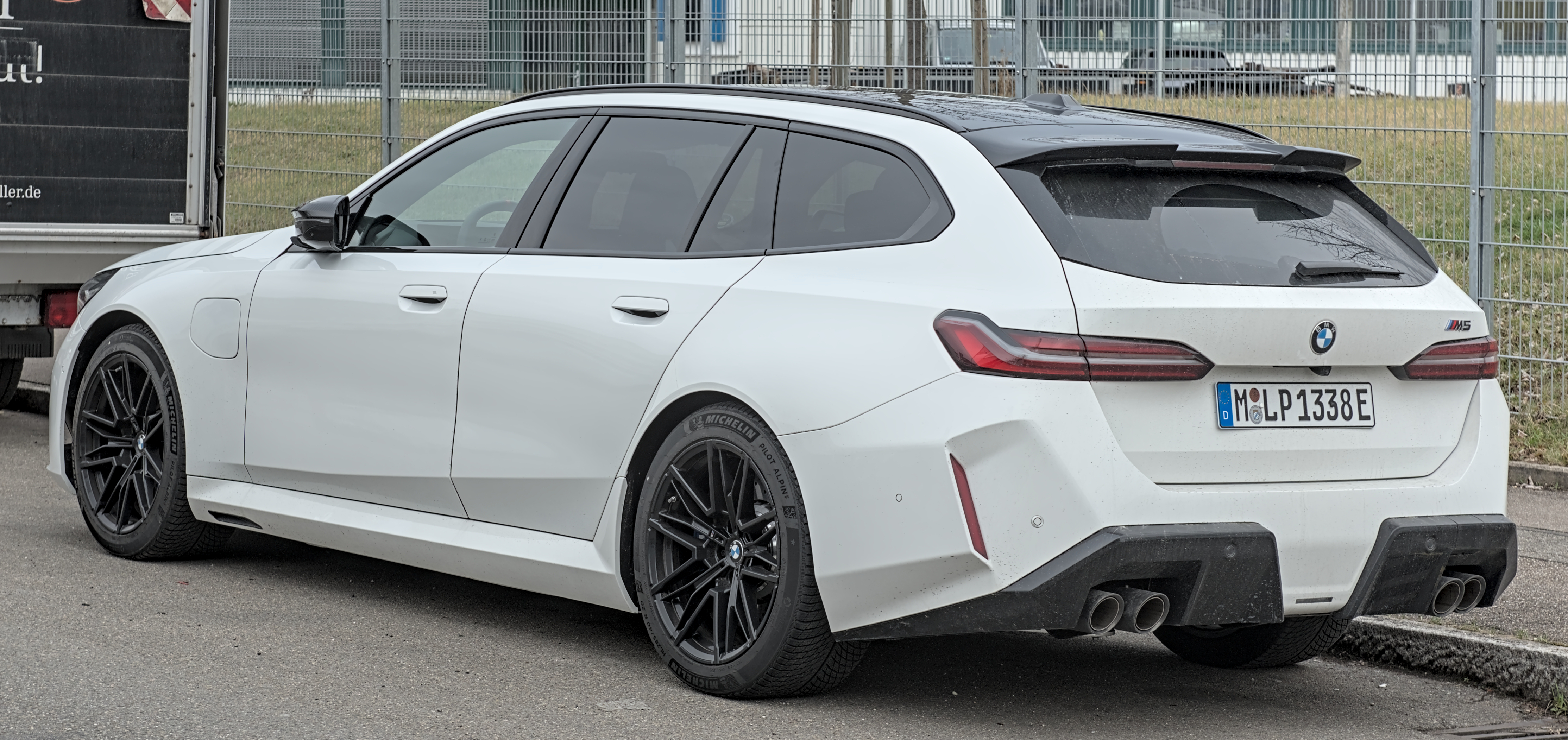
BMW M5 VII Touring (G99)

BMW M5 G90 to siódma generacja sportowej limuzyny klasy premium, zaprezentowana w czerwcu 2024 roku. Bazując na nowej serii 5 generacji G60, wersja M wyróżnia się znacznymi ulepszeniami technologicznymi oraz stylistycznymi, które podkreślają jej sportowy charakter. Po raz pierwszy od 14 lat oferta obejmuje także wersję Touring (G99), powracającą po czasach M5 E60. Kombi zadebiutowało w sierpniu 2024 roku, a sprzedaż obu wariantów rozpoczęła się w listopadzie tego samego roku. Nowe M5 kontynuuje tradycję łączenia luksusu z ekstremalnymi osiągami.
Układ napędowy i osiągi
Po raz pierwszy pod maską pojawiła się hybryda plug-in hybrid. W obu wersjach (G90 i G99) zastosowano silnik V8 4,4-litra TwinPower Turbo współpracujący z silnikiem elektrycznym, generując łączną moc 727 KM i moment obrotowy 1000 Nm. Pojazd rozpędza się od 0 do 100 km/h w 3,5 sekundy. Akumulator o pojemności 19,4 kWh pozwala na elektryczny zasięg do 43 mil (ok. 70 km). Standardem jest napęd na cztery koła xDrive oraz 8-biegowa skrzynia automatyczna ZF. Jednakże zaawansowany układ hybrydowy wiąże się z większą masą – M5 G90/G99 waży o około 500 kg więcej w porównaniu do poprzednika, co wynika głównie z dodatkowych komponentów elektrycznych i większej baterii.
Stylistyka i technologia
Nowa generacja M5 wyróżnia się bardziej agresywną stylistyką, z szerokimi nadkolami, zmodyfikowaną maską oraz aerodynamicznymi elementami, takimi jak dyfuzor i spojlery. Wewnątrz dominują nowoczesne rozwiązania technologiczne, w tym zakrzywiony wyświetlacz systemu BMW iDrive nowej generacji. Wnętrze wykończono z materiałów najwyższej jakości, zapewniając luksus oraz sportowy charakter w jednym.
Wersja Touring (G99)
Powrót M5 Touring jest odpowiedzią BMW na rosnące zainteresowanie szybkimi kombi w segmencie premium. To pierwsze globalnie dostępne kombi M5 od czasów E60 i konkurencja dla modeli takich jak Audi RS6 Avant czy Mercedes-AMG E 63 Estate. Decyzję o wprowadzeniu Touring ułatwił sukces BMW M3 G81 Touring, które po raz pierwszy w historii M3 zaoferowano w tej formie nadwozia. Dzięki tej różnorodności nowe BMW M5 łączy funkcjonalność z emocjami dostarczanymi przez modele M. 

### Dane techniczne
| Wersja                     | M5 Limousine                                                       |
| -------------------------- | ------------------------------------------------------------------ |
| Produkcja                  | od 07/2024                                                         |
| Silnik                     | V8 PHEV                                                            |
| Pojemność skokowa          | 4395 cm³                                                           |
| Moc maksymalna             | 430 kW (585 KM)/5600-6500 + 145 kW (197 KM)/6000 = 535 kW (727 KM) |
| Maksymalny moment obrotowy | 750 Nm/1800–5400 + 280 Nm/1000–5000 = 1000 Nm                      |
| Przyspieszenie 0–100 km/h  | 3,5 s                                                              |
| Maksymalna prędkość        | 305 km/h                                                           |

## Specyfikacja wszystkich modeli
| Model                      | M5 E28                     | M5 E34                                                | M5 E39                     | M5 E60                                                         | M5 F10 | M5 F90                                                                                                 | M5 G90                                                                                             |
| Produkcja                  | 1985-1987                  | 1988-1996                                             | 1998-2003                  | 2005-2010                                                      | 2011-2017 | 2018-2023                                                                                              | 2024-                                                                                              |
| Liczba egzemplarzy         | 2145 sztuk                 | 11 098 891 (touring)                                  | 20 482                     | 20 548 1025 (touring)                                          | – | – | produkcja trwa                                                                                     |
| Silnik                     | 6-cylindrowy, 24 zaworowy. | 6-cylindrowy, 24 zaworowy.                            | 8-cylindrowy, 32 zaworowy. | 10-cylindrowy, 40 zaworowy                                     | 8-cylindrowy, 32 zaworowy                                                                                          | 8-cylindrowy, 32 zaworowy                                                                              | 8-cylindrowy, 32 zaworowy                                                                          |
| Turbodoładowanie           | NIE                        | NIE                                                   | NIE                        | NIE                                                            | TAK (Twin-turbo)                                                                                                   | TAK (Twin-turbo)                                                                                       | TAK (Twin-turbo)                                                                                   |
| Pojemność skokowa          | 3,5 l                      | 3,6 l / 3,8 l                                         | 4,9 l                      | 5,0 l                                                          | 4,4 l | 4,4 l                                                                                                  | 4,4 l                                                                                              |
| Moc maksymalna             | 210 kW (286 KM) @ 6500 rpm | 232 kW (315 KM) @ 6750 rpm 250 kW (340 KM) @ 6750 rpm | 294 kW (400 KM) @ 6600 rpm | 373 kW (507 KM) @ 7750 rpm                                     | 418 kW (560 KM) @ 7000 rpm423 kW (575 KM) @ 7000 rpm (Competition)441 kW (600 KM) @ 7000 rpm (Competition Edition) | 441 kW (600 KM) @ 5600-6700 rpm460 kW (625 KM) @ 6000 rpm (Competition)467 kW (635 KM) @ 6000 rpm (CS) | 430 kW (585 KM) @ 5600-6500 rpm (silnik spalinowy)+145 kW (197 KM) @ 6000 rpm (silnik elektryczny) |
| Maksymalny moment obrotowy | (340 Nm) @ 4500 rpm        | (360 Nm) @ 4750 rpm (400 Nm) @ 4750 rpm               | (500 Nm) @ 3800 rpm        | (520 Nm) @ 6100 rpm                                            | (680 Nm) @ 1500-5750 rpm (680 Nm) @ 1500-5750 rpm (Competition) (700 Nm) @ 1500-5750 rpm (Competition Edition)     | (750 Nm) @ 1800-5600 rpm (750 Nm) @ 1800-5800 rpm (Competition) (750 Nm) @ 1800-5950 rpm (CS)          | (750 Nm) @ 1800-5400 rpm (silnik spalinowy) + (280 Nm) @ 1000-5500 rpm (silnik elektryczny)        |
| Skrzynia biegów            | 5-biegowa manualna Getrag  | 5-biegowa manualna Getrag 6-biegowa manualna Getrag   | 6-biegowa manualna Getrag  | 6-biegowa manualna Getrag 7-biegowa automatyczna dwusprzęgłowa | 6-biegowa manualna Getrag 7-biegowa automatyczna dwusprzęgłowa                                                     | 8-biegowa automatyczna M Steptronic                                                                    | 8-biegowa automatyczna M Steptronic                                                                |